# Krajowe Zawody Balonów Wolnych o Puchar im. płk. Aleksandra Wańkowicza
Krajowe Zawody Balonów Wolnych o Puchar im. płk. Aleksandra Wańkowicza – zawody lotnicze balonów wolnych, organizowane w Polsce w latach 1925–1939.
Do 1925 loty balonów wolnych w Polsce w celach sportowych miały miejsce sporadycznie, przede wszystkim z
powodu trudności finansowych. Były prowadzone tylko przez załogi wojskowe. W miarę zwiększenia się kadry pilotów balonowych zaistniała możliwość zorganizowania zawodów sportowych. Rok 1925 był rokiem przełomowym. Z inicjatywy płk. pil. ster. Feliksa Bołsunowskiego, ówczesnego szefa Referatu Balonowego w Departamencie Aeronautyki MSWojsk oraz przy poparciu Okręgu Stołecznego LOPP zostały zorganizowane I Krajowe Zawody Balonów Wolnych o Puchar im. płk. Aleksandra Wańkowicza.
Zawody te były główną imprezą krajową, która odbywała się zazwyczaj co roku. Oprócz wojskowych pilotów i obserwatorów balonowych, których wybierano na podstawie losowania, udział w zawodach brali również piloci cywilni. Zawody, w zależności od uchwały komisji, były rozgrywane w następujących konkurencjach: lot na odległość, czas trwania lotu i lotu do celu. Dodatkowym utrudnieniem zawodów było wykonywanie lotów wyłącznie nad terytorium kraju. Piloci, którzy przekroczyli granicę państwową, nie byli klasyfikowani. 
Krajowe Zawody Balonów Wolnych o Puchar im. płk. Aleksandra Wańkowicza odegrały ważną rolę w rozwoju sportu balonowego w
Polsce. W sumie odbyło się 11 zawodów. Miejscem startu pierwszych kolejnych pięciu zawodów była Warszawa, trzy razy zawody odbyły się w Toruniu, dwa razy w Mościcach i raz w Jabłonnie. W pierwszych zawodach, które miały miejsce 25 października 1925 wzięły udział 3 balony, natomiast w ostatnich – 14. w pierwszych zawodach zwyciężyła załoga w składzie por. Jan Zakrzewski i por. Antoni Janusz, która przeleciała balonem „Poznań” 142 km, docierając w okolice Janowa. W 1935 załoga por. Stanisław Łojasiewicz i inż. Franciszek Janik ustanowiła rekord czasu lotu 20:35 h oraz długości lotu balonem 609,7 km. W ostatnich zawodach załoga balonu „Lublin” kpt. Władysław Pomaski i ppor. Kajetan Kalisz poprawiła rekord czasu lotu na 22:35 h.

## Zwycięzcy
| Nr zawodów | Data       | Miejsce zawodów | Liczba balonów | Załoga                                                  | Balon    | Czas lotu [h]   | Odległość [km] |
| ---------- | ---------- | --------------- | -------------- | ------------------------------------------------------- | -------- | --------------- | -------------- |
| I          | 25.10.1925 | Warszawa        | 3              | por. Jan Zakrzewski, por. Antoni Janusz                 | Poznań   | 2:47            | 142,00         |
| II         | 19.10.1926 | Warszawa        | 3              | por. Stanisław Brenk, por. Jerzy Kowalski               | Poznań   | 7:18            | 234,00         |
| III        | 30.09.1928 | Warszawa        | 4              | por. Franciszek Hynek, por. Zbigniew Burzyński          | Lwów     | 12:58           | 380,00         |
| IV         | 5.10.1930  | Warszawa        | 6              | por. Władysław Pomaski, por. Jan Zakrzewski             | Warszawa | 10:59           | 400,00         |
| V          | 27.09.1931 | Warszawa        | 8              | por. Władysław Pomaski, por. Antoni Stencel             | Kraków   | 6:23            | 325,00         |
| VI         | 25.09.1933 | Legionowo       | 7              | por. Jan Zakrzewski (solo)                              | Gniezno  | 4:20            | 121,80         |
| VII        | 26.05.1935 | Toruń           | 11             | por. Stanisław Łojasiewicz, inż. Franciszek Janik       | Syrena   | 20:35           | 609,70         |
| VIII       | 17.05.1936 | Toruń           | 12             | por. Bronisław Koblański, Władysław Kubica              | Sanok    | lot docelowy    | 0,9 do celu    |
| IX         | 30.05.1937 | Toruń           | 12             | por. Bronisław Koblański, Władysław Kubica              | Sanok    | lot ograniczony | do 100         |
| X          | 8.05.1938  | Mościce         | 12             | por. Stanisław Kotowski, ppor. Kazimierz Siemaszkiewicz | Katowice | brak danych     | 380,00         |
| XI         | 28.05.1939 | Mościce         | 14             | kpt. Władysław Pomaski, ppor. Kajetan Kalisz            | Lublin   | 22:35           | 164,30         |